# Кузня-Рациборска
Кузня-Рациборска (пол. Kuźnia Raciborska)  —  город  в Польше, входит в Силезское воеводство,  Рацибужский повят.  Имеет статус городско-сельской гмины. Занимает площадь 31,75 км². Население — 5630 человек (на 2004 год).